# Arquidiócesis de Hálych
La arquidiócesis de Hálych o de Galitzia (en latín: Archidioecesis Haliciensis, en polaco: Archidiecezja halicka y en ucraniano: Галицька архидієцезія) fue una circunscripción eclesiástica de la Iglesia católica en Ucrania. Se trataba de una arquidiócesis latina, sede metropolitana de la provincia eclesiástica de Galitzia. Fue suprimida el 28 de agosto de 1412.

## Territorio y organización
La arquidiócesis extendía su jurisdicción sobre los fieles católicos de rito latino residentes en parte de la Rutenia Roja.
La sede de la arquidiócesis se encontraba en la ciudad de Hálych, en donde se hallaba la Catedral de San Estanislao, que hasta 1367 fue la iglesia ortodoxa de San Pantaleón, construida en 1194. Desde 1991 pertenece a la Iglesia greco-católica ucraniana con el nombre de San Pantaleón. Durante el corto período de existencia de la arquidiócesis, prácticamente no se organizaron instituciones arquidiocesanas, no hubo cabildo catedralicio ni se celebró un sínodo.
La arquidiócesis tenía como sufragáneas a las diócesis de: Przemyśl, Chełm, Lodomeria, Kamianets, Kiev, Siret y probablemente Leópolis. 

## Historia

### Inicios de la Iglesia católica en la Rutenia Roja
Después de que Casimiro III de Polonia tomara posesión de la Rutenia Roja o Rutenia galitzia (1340), se crearon condiciones favorables para que la Iglesia católica actuara en esta zona, despoblada tras las posteriores invasiones tártaras y parcialmente habitada por creyentes ortodoxos. Ya a mediados del siglo XIII, debido al establecimiento de contactos con el papa Inocencio IV por parte de Daniel de Galitzia y a la unión temporal de los obispados ortodoxos del Principado de Galitzia-Volinia con Roma (1254), el papado esperaba extender su influencia a Rusia. Después de que Daniel rompió la unión, el papa Alejandro IV subordinó la Iglesia católica de Rutenia Roja a los obispos de Lebus (1257). Se trataba de una subordinación puramente formal, pero que indujo a los obispos de Lebus a reivindicar prerrogativas sobre la Iglesia de la Rutenia Roja y a dificultar la organización del catolicismo en esas tierras.
Casimiro III buscó fortalecer la influencia del catolicismo en las zonas que ocupaba creando nuevas sedes episcopales. Su plan era tener una sede metropolitana con varias diócesis sufragáneas, o posiblemente subordinar las nuevas diócesis a la metrópolis de Gniezno, la única metrópolis existente hasta entonces en el reino polaco. Este proyecto chocaba con el programa desarrollado por los papas de Aviñón, es decir, subordinar los obispados rutenos al patriarca latino de Constantinopla.
Las nuevas sedes episcopales se establecieron sobre todo gracias a la actividad de los franciscanos y dominicos. Así surgieron las diócesis de Przemyśl (1340), Chełm (hacia 1358), Lodomeria (Włodzimierz, hacia 1358). Parece que también se estableció una diócesis para Leópolis, cuando el papa Inocencio VI nombró al obispo Tomás para esta ciudad.

### Establecimiento de la sede metropolitana de Hálych
En este contexto, entre las diversas diócesis fundadas en la Rutenia Roja (o Galitzia Oriental) estaba también la de Hálych. El primer obispo documentado es Christian de Ostrów (Krystyn z Ostrowa), nombrado obispo en un momento incierto, alrededor de 1364 o 1365. A petición del rey Casimiro, la sede de Hálych fue elegida como sede metropolitana probablemente en 1367, y como tal está atestiguada oficialmente por primera vez en 1371, en la bula con la que el papa Gregorio XI nombró a Hynek obispo de Lodomeria y notificó este nombramiento al metropolitano de Galitzia.
Después de la muerte de Casimiro III, su política eclesiástica en Rutenia fue continuada por Luis I de Hungría y su gobernador en Galitzia, Vladislao II de Opole, con la oposición sin embargo de los prelados ortodoxos de la región y los obispos de Lebus, que afirmaban tener derechos sobre el territorio. El 13 de febrero de 1375 Gregorio XI, mediante la bula Debitum pastoralis officii, puso fin a todas las disputas, anuló cualquier tipo de reclamación de los obispos de Lebus sobre estas tierras, elevó formalmente la sede de Hálych al rango de sede metropolitana de Galitzia y le asignó 3 diócesis sufragáneas, Przemyśl, Lodomeria y Chełm. El mismo papa nombró a Matías de Eger (Maciej z Egeru) como nuevo metropolitano. La catedral metropolitana estaba dedicada a Santa María Magdalena.
Más tarde, la provincia eclesiástica de Hálych se amplió con las diócesis de Kamianets en Podolia (antes de 1386) y Leópolis (circa 1389/1390).
La organización de la metrópolis era bastante difícil, sobre todo por la falta de fieles. Sin embargo, la actividad de los monjes, especialmente los dominicos, apoyados por la administración estatal, dio sus frutos y el arzobispo Jakub Strzemię, que asumió la metrópolis unos veinte años después de su creación, comenzó a organizar una red de parroquias. Su sucesor, Mikołaj Trąba, más tarde el primer primado de Polonia, amplió el número de parroquias a varias docenas.

### Supresión de la sede metropolitana de Hálych
Aunque la sede metropolitana estaba en Hálych, la ciudad más importante de la provincia eclesiástica era Leópolis, y desde el comienzo mismo de su erección se discutió la posibilidad de trasladar la sede arzobispal a Leópolis. El arzobispo Matías de Eger no residía en Hálych, sino en Leópolis.
Por los Acuerdos de Ľubovňa (1412), en presencia de los reyes Vladislao II de Polonia y Segismundo de Luxemburgo, el legado papal, el cardenal Brandi, y el arzobispo de Galitzia Mikołaj Trąba, como canciller del Reino de Polonia, el rey húngaro renunció a sus derechos sobre Rutenia en favor de Polonia.
El 28 de agosto de 1412, mediante la bula In eminenti specula, el antipapa Juan XXIII, de quien dependían las diócesis de Polonia, suprimió la sede de Hálych y transfirió la sede arzobispal y los derechos metropolitanos a Leópolis, erigió la iglesia de la Asunción de la Bienaventurada Virgen María al rango de catedral y delimitó los límites de la provincia eclesiástica de rito latino de Leópolis. Algunas dificultades retrasaron el envío de la bula y la decisión papal no se llevó a cabo hasta el 30 de mayo de 1414.

## Episcopologio

### Obispos de Hálych
- Krystyn z Ostrowa, O.F.M. † (1364-1371 falleció)
- Antoni † (1371-1375 renunció)

### Arzobispos de Hálych

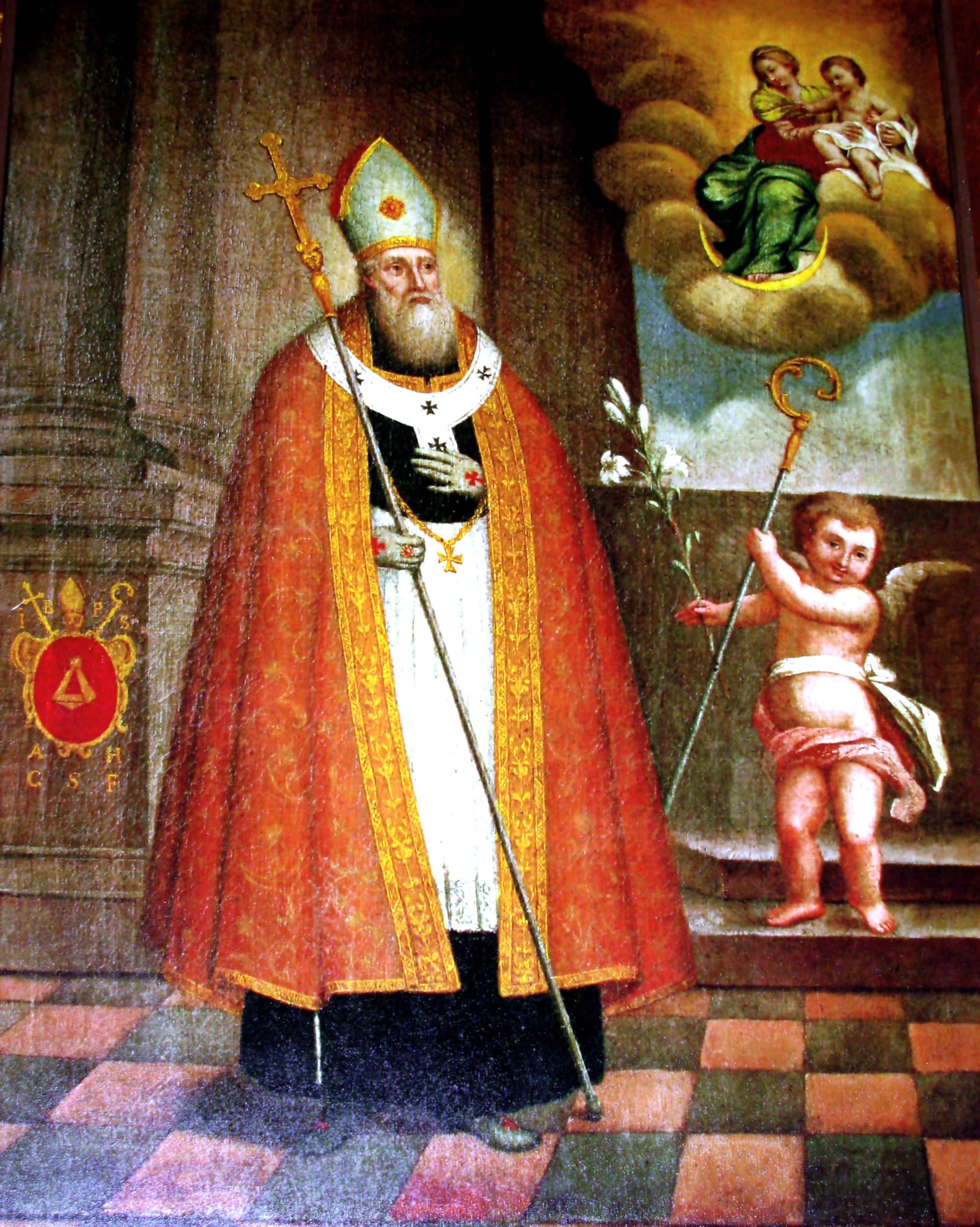
Beato Jacobo de Strepa, arzobispo de Hálych

- Maciej z Egeru † (enero de 1376-1380 falleció)
- Bernard, O.F.M. † (1385-1391 falleció)
- Beato Jacobo de Strepa, O.F.M. † (28 de octubre de 1392-20 de octubre de 1409 falleció)
- Mikołaj Trąba † (18 de junio de 1410-30 de abril de 1412 nombrado arzobispo de Gniezno)
- Jan Rzeszowski † (26 de agosto de 1412-23 de diciembre de 1414 nombrado arzobispo de Leópolis)[12]